# 베이징 BJ60
베이징 BJ60(영어: Beijing BJ60)은 베이징 자동차에서 베이징 오프로드 브랜드로 생산한 풀사이즈 SUV로 2022년 베이징 오토쇼에서 데뷔하였다.

## 개요

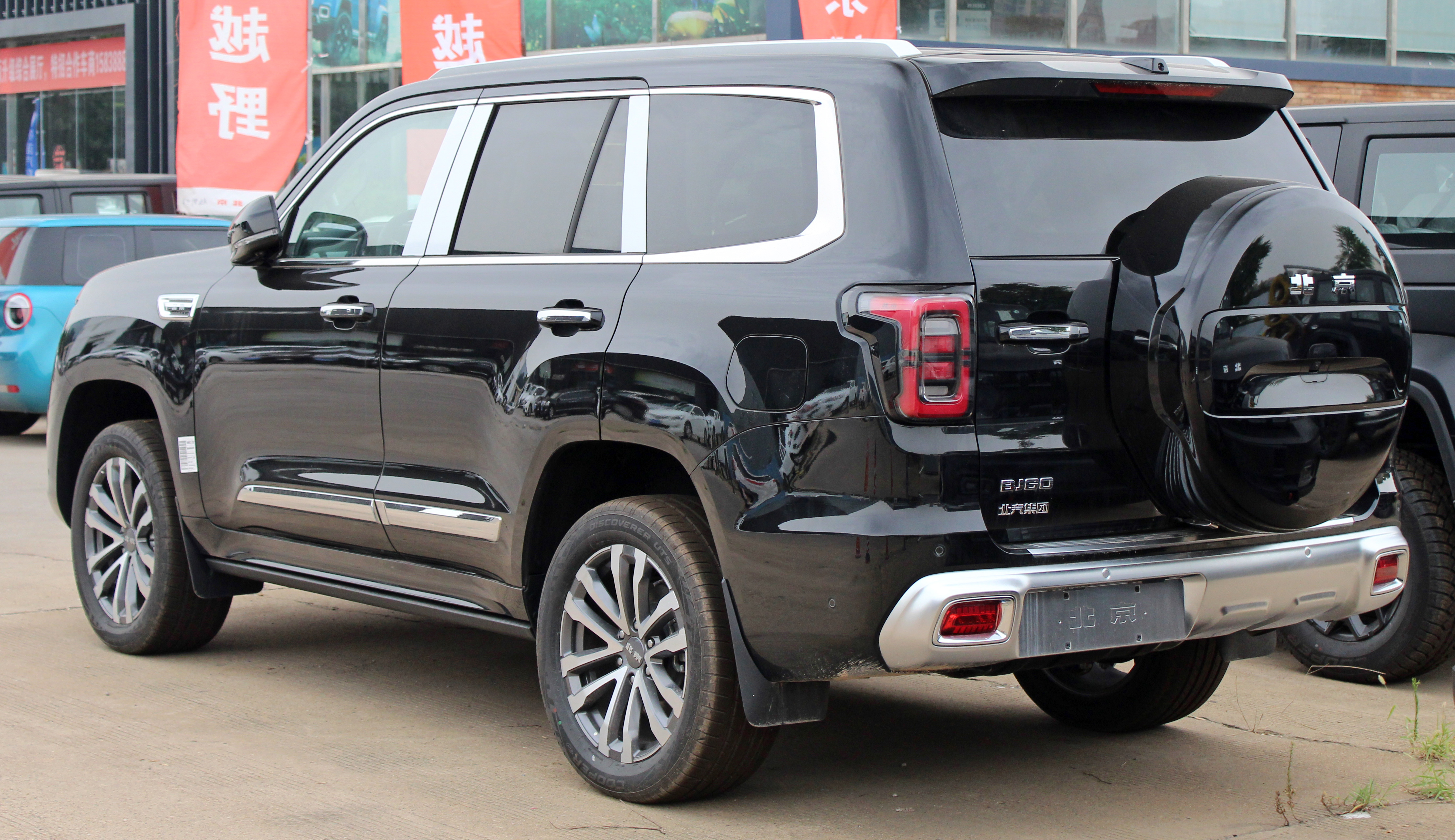
후면

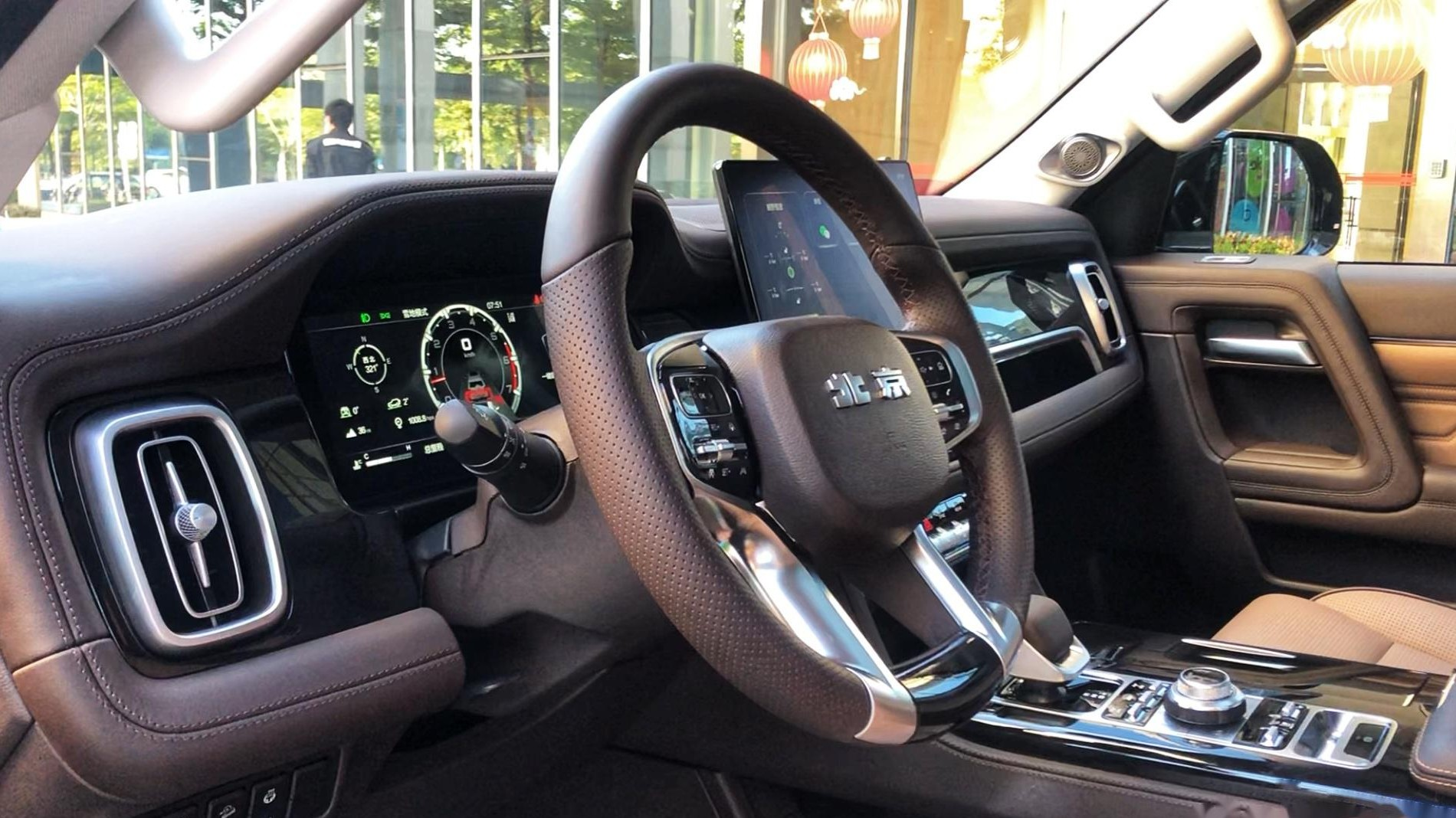
내부

베이징 BJ60은 베이징 오프로드에서 개발한 역대 최대 규모의 오프로드 차량으로 5인승과 7인승 차량으로 출시된다.